# Xandrames dholaria
Xandrames dholaria är en fjärilsart som beskrevs av Moore 1868. Xandrames dholaria ingår i släktet Xandrames och familjen mätare. Inga underarter finns listade i Catalogue of Life.